# Abutilon grandiflorum
Abutilon grandiflorum är en malvaväxtart som beskrevs av George Don jr. Abutilon grandiflorum ingår i släktet klockmalvor, och familjen malvaväxter. Utöver nominatformen finns också underarten A. g. iringense.